# Сталкер (фильм)
«Ста́лкер» — советский фантастический фильм-притча режиссёра Андрея Тарковского, снятый на киностудии «Мосфильм» в 1979 году по сценарию братьев Стругацких, написанному по мотивам их повести «Пикник на обочине». Одно из наиболее значительных произведений в творчестве Андрея Тарковского. Наряду с его фильмами «Андрей Рублёв», «Солярис» и «Зеркало», «Сталкер» периодически включается в списки лучших кинопроизведений всех времён.
Производство фильма сопровождалось множеством проблем, в частности, из-за землетрясения 11 января 1977 года в районе Исфары пришлось искать новую натуру, что заняло около трёх месяцев. После долгих поисков Георгий Рерберг в апреле 1977 года нашёл новую натуру в Эстонии, у Главпочтамта в Таллине, а также в 25 километрах от города, в районе старой разрушенной электростанции на реке Ягала. Съёмки завершились 19 декабря 1978 года.. Бюджет картины был перерасходован на 300 тысяч рублей и превысил 1 миллион рублей.
25 мая 1979 года на киностудии «Мосфильм» состоялся первый закрытый показ картины «для своих». Премьера для рядового зрителя состоялась в июле 1979 года в Томске. Московская премьера прошла лишь в мае 1980 года в кинотеатре «Мир» на Цветном бульваре. В 1980 году фильм был удостоен специальной премии жюри для внеконкурсного фильма на МКФ в Каннах, а сам режиссёр в том же году получил специальный приз «Лукино Висконти» национальной итальянской кинопремии «Давид ди Донателло».

## Сюжет
Действие фильма происходит в вымышленном времени и пространстве; у героев нет имён — только прозвища.
Главный герой фильма — недавно вышедший из тюрьмы человек, носящий прозвище «Сталкер» (Александр Кайдановский). Он живёт в бедности с женой и больной дочерью, которую называют Мартышкой. Сталкер зарабатывает на жизнь, организуя нелегальные экспедиции в Зону, несмотря на протесты своей жены. Зона, по информации из приведенного в начале фильма интервью «нобелевского лауреата», — место, где приблизительно за 20 лет до начала действия фильма было зарегистрировано падение метеорита или какого-то иного вмешательства извне. Впоследствии в районе падения начали происходить аномальные явления, стали пропадать люди. Место получило название «Зона», и стали распространяться слухи о некой таинственной комнате, где могут исполняться желания: «самые заветные, самые искренние, самые выстраданные». Зону сначала обнесли колючей проволокой, а потом оцепили полицейскими кордонами.
Сталкера нанимают проводником для прохода к Комнате Профессор и Писатель. Вместе с писателем в Зону хотела пойти также одна женщина, но Сталкер ей отказывает.
В начале фильма в чёрно-белой гамме показано, как трое на автомобиле, следуя за тепловозом, едущим на полицейский пост, проникают в Зону. Полицейские открывают по ним огонь, но им удаётся уйти. Они садятся на дрезину и отправляются вглубь Зоны. Здесь картина становится цветной. Путники двигаются к центру Зоны, к Комнате. Выясняется, что вход в неё расположен всего в нескольких сотнях метров от начала пути. Сталкер требует, чтобы спутники беспрекословно подчинялись его указаниям, объясняя, что прямой путь в Зоне — не самый короткий. Профессор согласен, а Писатель, который отправился в Зону в поисках выхода из творческого кризиса, относится к угрозам и предупреждениям Сталкера об опасности Зоны скептически, идёт прямо, но посторонний голос приказывает ему вернуться. Троица отправляется в долгий обходной путь.
В чём конкретно состоит опасность ловушек, в фильме не раскрывается, но к концу путешествия Писатель, столкнувшись с некими аномалиями, больше не спорит со Сталкером. Благополучно избежав всех ловушек Зоны, в том числе и самой опасной из них, именуемой «мясорубкой», герои добираются до Комнаты. Сталкер говорит, что он ничего не выбирает, а Зона сама определяет, кому дойти, и предупреждает, что для исполнения желания нужно вспомнить свое прошлое, какое бы оно ни было, а также нужна вера. Писатель отказывается входить в Комнату.
Профессор, как выясняется, имел своей целью не загадать желание, а уничтожить Комнату; 20 лет назад вместе со своими друзьями-учёными он уже был здесь, и тогда они хотели взорвать это место созданной им вместе с его коллегами 20-килотонной бомбой. Но, пожалев природу и надеясь на изменения, они спрятали её в одном из рядом стоящих зданий. Теперь же своё намерение он мотивировал стремлением предотвратить претворение в жизнь опасных подсознательных желаний, которые могут привести к гибели человечества. Но, кроме этого, есть ещё и личный мотив: он приходит в Зону, чтобы отомстить одному из тех бывших друзей, вместе с которыми прятал бомбу. Сталкер убеждает его, что уничтожать Комнату нельзя, иначе люди потеряют надежду, которую и давал им Сталкер, приводя в Зону. Писатель отказывается загадывать желание, объясняя это тем, что никому не дано в полной мере понять и признать свои самые сокровенные мечты и поэтому использовать Комнату в своих целях никто не сможет. Исполнится не то, о чем человек даже закричит, а то, что составляет его нутро, его суть. Поняв, что в Зону ходить бессмысленно, как и разрушать Комнату, Профессор разбирает и выбрасывает бомбу. С порога Комнаты герои, так и не загадав желания, уходят назад. Сталкер возвращается домой к жене и дочери. Он говорит жене, что в людях не осталось веры («орган, которым верят, атрофировался за ненадобностью»), необходимой как для похода в Зону, так и для жизни.
В заключительном монологе жена Сталкера говорит, что её муж — блаженный. И она знала, что будет трудно, но «лучше горькое счастье, чем серая унылая жизнь». В последнем эпизоде фильма показано, что дочь Сталкера обладает парапсихологическими способностями.

## В ролях
| Актёр                         | Роль                                           |
| ----------------------------- | ---------------------------------------------- |
| Александр Кайдановский        | Сталкер                                        |
| Алиса Фрейндлих               | жена Сталкера                                  |
| Николай Гринько               | Профессор (озвучивает Сергей Яковлев)          |
| Анатолий Солоницын            | Писатель                                       |
| Наташа Абрамова               | Мартышка (дочь Сталкера)                       |
| Файме Юрно (в титрах Ф. Юрна) | Дама за рулём кабриолета, её прогоняет Сталкер |
| Е. Костин                     | Люгер, буфетчик                                |
| Раймо Ренди                   | патрульный полицейский                         |
| Владимир Заманский            | телефонный собеседник Профессора (голос)       |

## Съёмочная группа
- Авторы сценария: Аркадий и Борис Стругацкие
- Режиссёр-постановщик: Андрей Тарковский
- Операторы: Александр Княжинский, Георгий Рерберг, Леонид Калашников
- Художник-постановщик: Андрей Тарковский, Александр Бойм
- Художник: Шавкат Абдусаламов
- Композитор: Эдуард Артемьев
- Звукорежиссёр: Владимир Шарун
- Дирижёр: Эмин Хачатурян
- Монтаж: Людмила Фейгинова
- Художник по костюмам: Нелли Фомина
- Художники: Рашит Сафиуллин, Владимир Фабриков
- Ассистент режиссёра: Марианна Чугунова, Евгений Цымбал
- Директор фильма: Александра Демидова

## Создание

### Предыстория
В 1973 году, ещё в период работы над «Зеркалом», Андрей Тарковский записал в дневнике, что его заинтересовала новая повесть братьев Стругацких «Пикник на обочине». В 1974 году он связался с писателями и сообщил, что хотел бы её экранизировать. В то время Тарковский также вынашивал планы экранизации Достоевского («Идиот») и Толстого («Смерть Ивана Ильича»), взялся писать сценарий по роману «Ариэль». Однако к концу 1975 года он окончательно решил, что будет вместе со Стругацкими работать над сценарием по их повести.
В феврале 1976 года Тарковский официально получил «добро» на съёмки от председателя Госкино СССР Филиппа Ермаша. Тогда же писатели закончили второй вариант сценария с рабочим названием «Машина желаний», который не устроил режиссёра. Те первые наброски Тарковский назвал слишком «пёстрыми» и нуждающимися в «ускучнении». Писатели терпеливо относились к бесконечным переделкам будущего сценария.

Нам посчастливилось работать с гением, — сказали мы тогда друг другу. — Это значит, что нам следует приложить все свои силы и способности к тому, чтобы создать сценарий, который бы по возможности исчерпывающе нашего гения удовлетворил.
— Борис Стругацкий
Хотя в титрах Тарковский не значился как сценарист, он считался одним из трёх соавторов, и роль его заключалась в основном в выбраковывании материала. Борис Стругацкий вспоминал, что по сравнению со сценарием «Машины желаний» никакое другое произведение не отняло у них столько сил, и назвал эту работу бесконечно изматывающей. Из-за «Сталкера» откладывалась повесть «Жук в муравейнике». Филипп Ермаш предупреждал Тарковского перед окончательным одобрением, что братья имеют репутацию «неэкранизируемых», особенно после неудачи предыдущей попытки экранизации по мотивам «Парня из преисподней». Однако Тарковский твёрдо стоял на своём.
Запуск фильма мог бы затянуться ещё дольше, и Тарковскому пришлось написать письмо в адрес XXV съезда КПСС — достаточно обычный приём в то время. В октябре 1976 года были подобраны актёры на главные роли и найдена натура. В съёмочную группу вошли те, у кого за плечами был не один фильм вместе с Тарковским: Георгий Рерберг, Эдуард Артемьев, Людмила Фейгинова, Николай Гринько и Анатолий Солоницын.

### Съёмки
Фильм должны были запустить в производство в начале 1977 года, но землетрясение в районе Исфары повлекло за собой очередную задержку — пришлось искать новую натуру.
15 февраля 1977 года была снята первая павильонная сцена фильма — дом Сталкера в начальных эпизодах. Натурные съёмки возобновились в мае в Эстонии. Первые проявленные материалы оказались браком, и режиссёр, приостановив производство, на 40 дней уехал разбираться в Москву. К июлю съёмки возобновились, и в августе был готов черновой вариант фильма, где, по отзывам Стругацких, Кайдановский играл крутого парня и афериста Аллана (близкого по духу к герою «Пикника на обочине» Рэду Шухарту).
Из-за постоянных переделок фильм стал выходить за рамки бюджета, сценарий переписывался прямо по ходу съёмок, которые продвигались тяжело и медленно. Тарковского совершенно не устраивали результаты, он жаловался Борису Стругацкому, что «всё не то и не так». Придирчивость режиссёра утомляла группу. Над сценой, длящейся на экране несколько секунд, художники картины работали несколько дней. Тарковский добивался, чтобы на лужайке, которая попадёт в кадр, был только зелёный цвет. Вся трава неправильного оттенка скрупулёзно удалялась по одной травинке.
Фильм снимался на киноплёнку Kodak, которая в советское время была дефицитом и отпускалась только избранным режиссёрам. Георгию Рербергу доводилось сталкиваться с плёнкой Kodak, и он имел репутацию одного из самых профессиональных советских операторов. 9 августа 1977 года несколько тысяч метров отснятого материала при проявке плёнки были безвозвратно испорчены в лабораториях «Мосфильма». По этому поводу высказывались самые разные версии: от подмены плёнки недоброжелателями до тактического хода Тарковского, который таким образом хотел полностью переделать не устраивавший его фильм. История получила громкую огласку, и по ней даже проводились расследования журналистов. Впрочем, по мнению писателя Анта Скаландиса, причина была в обычной халатности персонала.
Дело закончилось серьёзной размолвкой Тарковского и Георгия Рерберга. По воспоминаниям Павла Фаттахутдинова: «Между ними посредником была Маша Чугунова, любимый, преданный ассистент Тарковского. Андрей Арсеньевич говорил: „Маша, скажите оператору, что нужно сделать то-то и то-то“. Маша молчала, а Рерберг, как бы обращаясь к ней, говорил: „Маша, скажи режиссёру, что я так делать не буду“». В итоге оператор был отстранён от работы над картиной, хотя небольшой по объёму материал, снятый им, в картину всё-таки попал.
Съёмочная команда предполагала, что картину могут закрыть, но ещё в июле 1977 года Тарковский смог получить разрешение в Госкино на увеличение бюджета до двухсерийного. По мнению Аллы Латыниной, Филипп Ермаш симпатизировал Тарковскому и только так можно объяснить неожиданное разрешение на увеличение бюджета картины. В сентябре — октябре 1977 года съёмки продолжили с новым оператором (Леонидом Калашниковым) и художником-постановщиком (Шавкатом Абдусаламовым, который сменил Александра Бойма). Однако весь этот материал Тарковский забраковал. Началась зима, а такая натура никак не укладывалась в сценарный ход событий картины.
В октябре 1977 года сценарий, который по-прежнему не устраивал Тарковского, в очередной, уже в восьмой или девятый, раз был переписан. Метод проб и ошибок, когда режиссёр никак не мог объяснить авторам сценария, чего же он хочет, в конце концов дал результат. Как вспоминал Борис Стругацкий, они с братом дошли до отчаяния и наконец выдумали Сталкера-юродивого. Этот вариант понравился Тарковскому, но зима приостановила съёмки. В апреле 1978 года Тарковский перенёс инфаркт и приступил к работе заново уже с третьей по счёту командой. Изменилась концепция: полностью исчезло научно-фантастическое начало, и Кайдановский воплотил на экране новый образ. В третьем варианте оператором стал Александр Княжинский. В конце концов с третьего захода фильм был полностью переснят с июня по декабрь 1978 года.
Съёмки завершились 19 декабря 1978 года. В итоге бюджет картины был перерасходован на 300 тысяч рублей и превысил 1 миллион рублей.

### Места съёмок

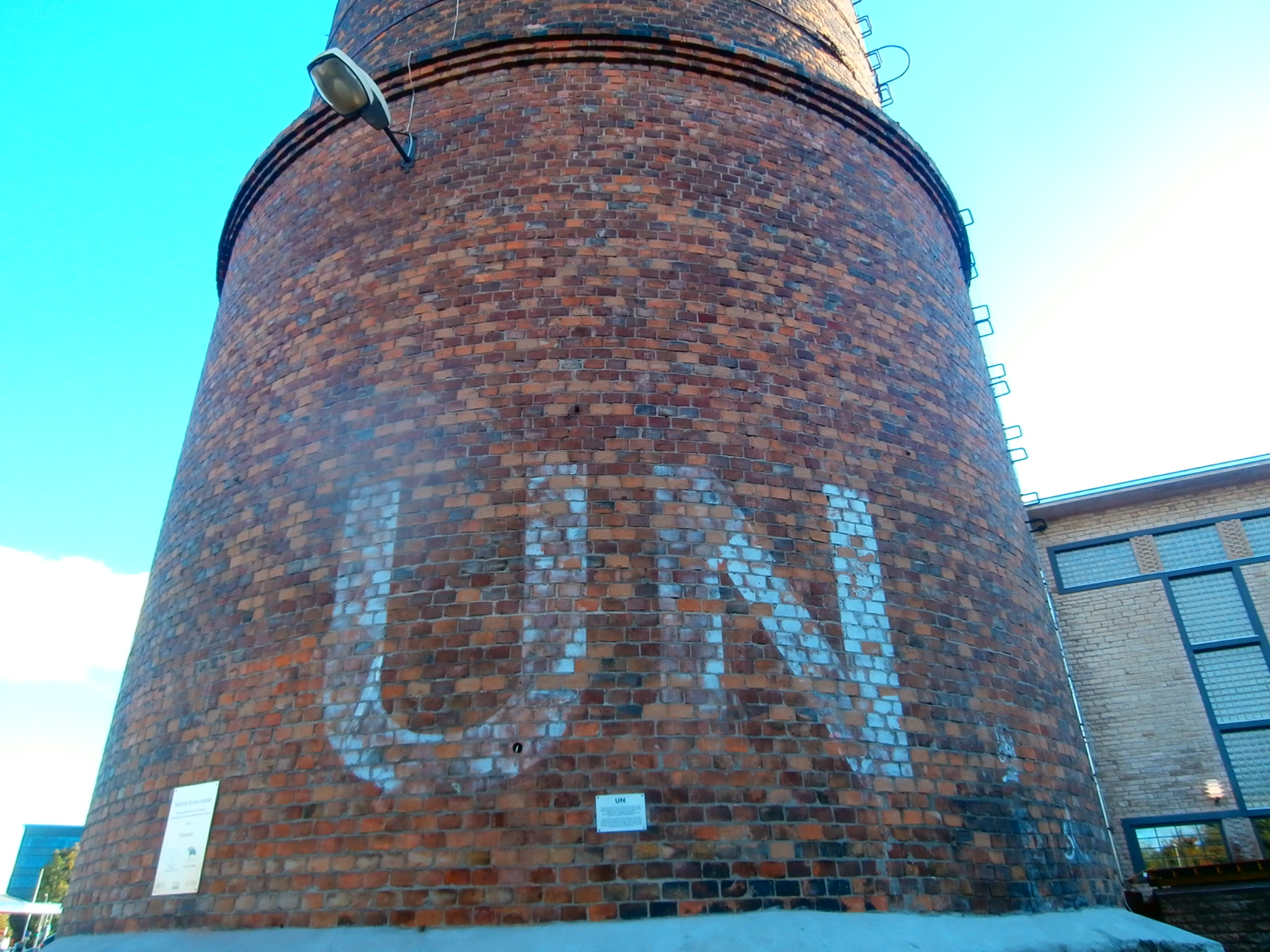
Башня старой Таллинской теплоэлектростанции с надписью «UN», добавленной для съёмок фильма

Первоначально необходимая натура была найдена Тарковским возле города Исфара, в Таджикистане, однако 31 января 1977 года город был разрушен землетрясением. Самим съёмкам это обстоятельство не мешало, но съёмочной группе было негде жить. После долгих поисков в апреле 1977 года Георгий Рерберг нашёл новую натуру в Эстонии, у Главпочтамта в Таллине, а также в 25 километрах от города, в районе старой разрушенной электростанции на реке Ягала.
Апокалиптические пейзажи Зоны удались столь достоверно ещё и потому, что недалеко от места съёмок целлюлозно-бумажная фабрика сбрасывала отходы в реку, сильно загрязняя её. Эпизод с заставой ООН снимался около котельной старого Таллинского элеватора, в центре Таллина, в квартале Ротерманна. Внутренняя улица квартала теперь называется «Stalkeri käik» — «Сталкерский проход». Начало этого эпизода — проезд тепловоза — снималось у старой Таллинской теплоэлектростанции (ныне «Kultuurikatel» — «Котёл культуры»), на трубе до сих пор осталась надпись «UN». В 2006 году на трубе была повешена памятная табличка на эстонском и английском языках о том, что в этом месте снимали фильм «Сталкер».
Отдельные сцены были сняты недалеко от Ленинграда, павильонные съёмки проходили в студии «Мосфильма». Финальные сцены, где Сталкер несёт на плечах свою дочь, а также виды индустриального пейзажа из открытой двери бара снимали в Москве, в районе Загородного шоссе. На заднем плане видны трубы ТЭЦ-20.

### Судьба после премьеры
Фильм довольно долго не выпускали в прокат. Однако, в отличие от большинства других фильмов Тарковского, «Сталкер» практически не подвергся цензурной правке и имел более или менее успешную прокатную судьбу в СССР.
25 мая 1979 года на киностудии «Мосфильм» состоялся первый закрытый показ картины «для своих». Премьера для рядового зрителя состоялась в июле 1979 года в Томске (Дворец зрелищ и спорта, Дом учёных). Московская премьера прошла лишь в мае 1980 года в кинотеатре «Мир» на Цветном бульваре. В Москве фильм был показан всего в трёх кинотеатрах, а по стране разошлось 196 фильмокопий. В первые месяцы после премьеры факт выхода очередного фильма Тарковского никак не был отмечен в советской прессе. Отзывы и рецензии в «Правде» и «Литературной газете» появились только в 1981 году — после показа картины на Каннском фестивале.
В 1980 году Тарковский получил звание Народного артиста РСФСР, но «Сталкер» стал его последней картиной, снятой в СССР, дальше он работал за границей. Новый всплеск интереса к фильму возник сразу после Чернобыльской катастрофы и смерти Тарковского в 1986 году. Фильм часто называли роковым для его создателей.

## Критика
Так тяжело давшийся фильм, пятая из семи работ режиссёра, открывает зрителям позднего Тарковского. Картина была оценена критиками как одно из его наиболее значительных произведений и замечательное явление мирового кинематографа в целом. Майя Туровская написала, что «фильм суммирует всё накопленное режиссёром мастерство». Критик The New York Times Винсент Кэнби отозвался о нём как о «поразительной красоте» и отдельно упомянул великолепную работу оператора.
В первых отзывах западные критики начала 1980-х рассматривали фильм через призму политического и исторического контекста жизни в СССР того периода. Другой взгляд — попытка отнести фильм к так называемой экологической теме, предвосхитившей историю Чернобыля. В дальнейшем анализ выявил многомерный и глубокий философский контекст картины.
Тарковский в «Сталкере» отвлекается от символизма, пронизывающего предыдущие ленты: мотива полёта, образов детства, фигур матери и отца; животных (особенно лошадей); столь любимого дождя. На заключительном этапе своего творческого пути Тарковский приходит к минимализму. Фильм более сжат и целостен, обращая зрителя к традициям «чистого кино». Аскетичная последовательность сюжета, прямая перспектива ключевых кадров, цветовая гамма с использованием монохрома — всё подчинено одной цели. Непрерывность действия, неторопливого, парадоксально бесконечного, подчёркнута словами Сталкера о том, что в Зоне прямой путь не самый короткий. Музыка Эдуарда Артемьева, подчёркивающая отстранённый и потусторонний мотив сюжета, стала важной составной частью экзистенциального действа на экране.

Мир «Сталкера» в своей обыденности, скудости, выморочности приведён к той степени единства и напряжённости, когда он почти перестаёт быть «внешним» миром и предстаёт как пейзаж души после исповеди. Кажется даже, что комплекс постоянных тем и изобразительных мотивов, обуревавших режиссёра долгие годы, реализованный им до конца, исчерпанный и отданный экрану, из «Сталкера» вычтен. За этот счёт «Сталкер» выглядит гораздо целостнее, более сжато и едино, чем было «Зеркало».
— Майя Туровская
В первых вариантах сценария был ядерный взрыв, петля времени и золотой шар вместо комнаты. После долгой работы со сценарием Тарковский последовательно изжил из него всякое научно-фантастическое начало, имевшееся в «Пикнике на обочине». Путешествие героев по Зоне из приключения становится философским диспутом, переходящим в апокалиптическое отчаяние. В движении из обычного мира в метафоричный мир Зоны, от реального к идеальному и, в конечном итоге, к цели пути — Комнате и исполнению желаний состоит весь смысл картины. Отождествление пути, по которому проходят герои, и поиска самого себя — один из главных философских посылов картины.
Самое начало картины — путь на дрезине — снято как путешествие в иной, сюрреалистический мир. В Зоне все привычные ориентиры рушатся: то, что опасно в обычной жизни, тут — бессмысленная груда металлолома. Грозные «ловушки» Зоны в фильме — не столько ловушки физические, сколько духовные и психологические.

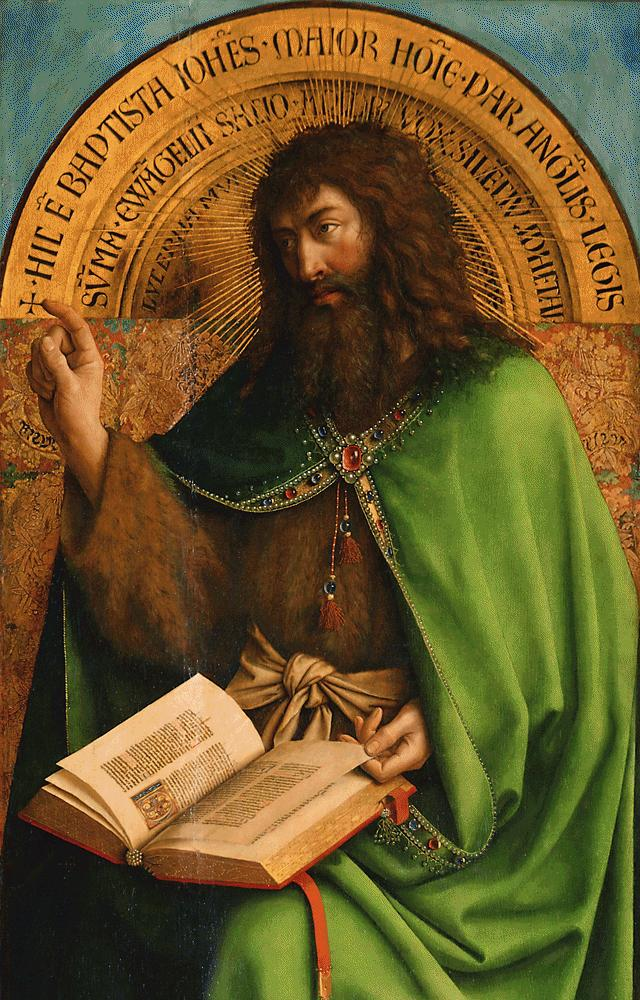
Фрагмент Гентского алтаря — изображение Иоанна Крестителя появляется в сцене пролёта над стоячей водой. Один из элементов христианской иконографии в картине

Исследователи творчества Тарковского выделяют своеобразную трилогию: «Солярис», «Зеркало» и «Сталкер». Вся она — о поиске себя и внутреннего пути. Так или иначе герои в них соприкасаются с возможностью исполнения сокровенных желаний. Все эти картины исследуют конфликт между рационализмом и наукой, с одной стороны, и верой — с другой. Образ Сарториуса из «Соляриса» в этом весьма близок к Профессору из Сталкера, ищущему рациональное объяснение феноменам, которые он вынужден наблюдать.
Христианская символика и духовные мотивы, к которым неоднократно прибегал Тарковский, отчётливо проявляются и в сюжете «Сталкера». В сцене, происходящей после преодоления героями водопада, киноведы Джонсон и Петрие усмотрели явную отсылку к Евангелию от Луки, событиям в Эммаусе, где два апостола не узнали Иисуса, встретив его. Герои или голос за кадром неоднократно цитируют библейские тексты. В сцене длинного пролёта камеры над стоячей водой зритель может увидеть фрагмент Гентского алтаря Ван Эйка. Впрочем, сам Тарковский не считал, что христианская тема и христианское начало столь важны в фильме. С его точки зрения, гораздо существеннее было столкновение рационального и иррационального, материального и духовного, которое явственно проявляется в конфликте Сталкера и двух его спутников.
Сюжет картины в основном концентрируется вокруг троих героев, их споров и действий. Их образы несут каждый своё философское начало: Профессор — научный материализм, Писатель — мировоззрение художника, выродившееся в цинизм; сам Сталкер — это вера. Вера троих главных героев подвергается тяжёлому испытанию. И они, остановившись на пороге комнаты, не выдерживают его. Сталкер возвращается из Зоны к жене и больной дочери разочарованным в людях.
Актёрские работы в картине не так заметны и уходят на второй план — зрителя гораздо больше привлекает визуальная составляющая. В фильме Тарковский снял своих любимых актёров Гринько и Солоницына, но отдельно критики отметили новое лицо — Александра Кайдановского, столь убедительно выглядящего в роли «юродивого» Сталкера. Ассистент режиссёра Евгений Цымбал вспоминал, что практически всем актёрам пришлось найти совершенно неестественный для себя подход к воплощению роли, заставить себя стать другими. Особенно это касалось Кайдановского, который в жизни видел себя полной противоположностью образу Сталкера — человеком последовательным, цельным и жёстким.
Сам Тарковский в интервью так отзывался о картине:

Что касается идеи «Сталкера», то её нельзя вербально сформулировать. Говорю тебе лично: это трагедия человека, который хочет верить, хочет заставить себя и других во что-то верить. Для этого он ходит в Зону. Понимаешь? В насквозь прагматическом мире он хочет заставить кого-то во что-то поверить, но у него ничего не получается. Он никому не нужен, и это место — Зона — тоже никому не нужно. То есть фильм о победе материализма…
— Тарковский
А в другом интервью он следующим образом охарактеризовал основную идею фильма:

Мне важно установить в этом фильме то специфически человеческое, нерастворимое, неразложимое, что кристаллизуется в душе каждого и составляет его ценность. Ведь при всём том, что внешне герои, казалось бы, терпят фиаско, на самом деле каждый из них обретает нечто неоценимо более важное: веру, ощущение в себе самого главного. Это главное живёт в каждом человеке.

Кандидат психологических наук Наталья Фёдорова видела в повести и фильме развитие традиционной для российской культуры темы странничества. В образе героя Кайдановского она видела новый этап в развитии этого явления «как попытку физического выживания и преодоления экстремальных условий гипотетического будущего, так и разрешения внутреннего кризиса, связанного с индивидуальным мировосприятием».

## Культурное влияние
«Сталкер» стал важной вехой в творческом пути Тарковского и повлиял в значительной степени на людей, с которыми он совместно работал, на кинематографический язык, заложил своеобразные традиции. На съёмочной площадке «Сталкера» рядом с Тарковским учились будущие режиссёры Евгений Цымбал и Константин Лопушанский. Роль Сталкера в корне изменила жизнь и творческую судьбу Александра Кайдановского. После съёмок у Тарковского он поступил на курсы режиссёров, но в дальнейшем совместно поработать им не удалось.
Фильм «Телохранитель» был снят как явное подражание теме «Сталкера» и во многом той же самой командой, однако полностью реализовать замысел не удалось. В 1981—1982 годах Аркадий Стругацкий и Андрей Тарковский неоднократно встречались, вместе написали сценарий картины «Берегись! Змеи!», вынашивали планы экранизации «Жука в муравейнике». По мнению биографа братьев Стругацких Анта Скаландиса, сценарий последнего фильма Тарковского «Жертвоприношение» — во многом совместная работа Тарковского и Аркадия Стругацкого.
Визуальное решение фильма — грязные и унылые пейзажи, разваливающиеся дома; сама Зона — было перенято многими советскими и российскими кинематографистами. Отпечаток влияния «Сталкера» несут на себе такие картины, как «Третья планета», «Рой», «Кин-дза-дза!» и другие.
Фильм в значительной степени повлиял на европейский и мировой кинематограф. Как признают критики, атмосфера и влияние картины Тарковского ощущается в таких фильмах, как «Элемент преступления» Ларса фон Триера (1984) и известный фантастический фильм Мамору Осии «Авалон».
Исследованию картины «Сталкер» как кинематографического, культурологического и философского феномена посвящено множество научных трудов.
Известный британский музыкант Брайан Уильямс (Lustmord), вдохновлённый картиной Тарковского, в 1995 году записал совместно с Робертом Ричем альбом «Сталкер».
В клипе известного диджея Ричи Хоутина «We (All) Search» использован фрагмент с дочерью Сталкера в финальной сцене. Клип «The Tunnel» с участием самого Ричи тоже во многом напоминает указанную сцену с девочкой.
В память о фильме Тарковского как о явлении в мировой культуре с 1995 года в Москве проводится кинофестиваль «Сталкер».
Фестиваль «Горящий человек» родился благодаря поездкам в пустыню «Зонального общества» 1986 года основания, появившегося благодаря фильму «Сталкер».
Позже, в 2007 году украинская компания GSC Game World, вдохновившись фильмом, выпустила серию игр  S.T.A.L.K.E.R..
Известная художница био-арта Ольга Киселёва, приглашенная создать сценографию мировой премьере оперы Тьерри Пеку «Сталкер», состоявшейся в аббатстве Сент-Уан в Руане 22 мая 2024 года, предложила серию монументальных скульптур из биоматериалов, а также интерактивную инсталляцию на основе развивающегося мицелия. Созданные в рамках резиденции художницы в Институте Пастера в Париже в 2023—2024 годах, эти работы дали начало выставке Ольги Киселёвой «Зона» в Музее искусства и археологии Эврё (июнь — сентябрь 2024 года), вдохновлённой фильмом «Сталкер».

## Награды
- Специальная премия жюри для внеконкурсного фильма на МКФ в Каннах в 1980 году.
- Специальный приз «Лукино Висконти» национальной итальянской кинопремии «Давид ди Донателло» режиссёру Андрею Тарковскому в 1980 году[66][67].

## Особенности

### Отличия от книги
В фильме от книги остался только образ Зоны (также своеобразно трактованный Тарковским) и понятие сталкера как проводника в Зоне.

Зона — это очень сложная система смертельных ловушек. Здесь не возвращаются тем же путём, которым шли. Здесь каждую минуту всё меняется. В Зоне не работают теоретические построения, полагаться следует только на интуицию. Зона принимает только потерявших надежду.

В качестве главной ловушки, так же как и в «Пикнике на обочине», упоминается «мясорубка». Для того, чтобы пройти её, якобы необходимо пожертвовать жизнью человека. Среди ловушек встречаются места с высокой гравитацией. Для их выявления Сталкер использует гайки с привязанными к ним бинтами. Этот же приём применяет и Рэд Шухарт, главный герой «Пикника…».
В первоначальном варианте сценария был «зелёный рассвет» Зоны — ловушка, связанная с петлёй времени, — но в окончательный сценарий она не вошла.

### Цитаты
В фильме цитируются:
- Фёдор Тютчев — стихотворение «Люблю глаза твои, мой друг…».
- Арсений Тарковский — стихотворение «Вот и лето прошло, словно и не бывало…».
- Апокалипсис — Откр.6:12-16.
- Евангелие от Луки — Лк.24:13?−18 (до «один из них, именем…»).
- Дао дэ цзин (гл. 76)[68].
- Акутагава Рюноскэ — «У меня нет совести. У меня есть только нервы» (из «Слов пигмея»).
- Герман Гессе — «Игра в бисер»: «То, что ты называешь страстью, — это не сила души, а трение между душой и внешним миром».
- Иван Бунин — «Освобождение Толстого» — цитирует мнение общего знакомого о Толстом: «В силу своего гения он хочет и должен верить, но органа, которым верят, ему не дано».